# Bancs publics (Versailles rive droite)
Bancs publics (Versailles rive droite) é um filme francês de Bruno Podalydès, estreou em 2009.